# 6013 Andanike
6013 Andanike è un asteroide della fascia principale. Scoperto nel 1991, presenta un'orbita caratterizzata da un semiasse maggiore pari a 2,3722745 UA e da un'eccentricità di 0,1513303, inclinata di 4,21931° rispetto all'eclittica.
L'asteroide è dedicato, similmente a 6014 Chribrenmark, a quattro nipoti dello scopritore: Andrew, David, Nicholas e Kevin.